# Archaeohippus
Archaeohippus is een geslacht van uitgestorven paarden. Het geslacht omvat meerdere soorten die van het Vroeg-Oligoceen tot het Midden-Mioceen op het Amerikaanse continent leefden.
Archaeohippus was een klein en slankgebouwd bladetend paard met het formaat van een middelgrote hond. Het dier leefde gelijktijdig met verschillende grotere grasetende paarden. Fossielen van Archaeohippus zijn gevonden in Canada, de Verenigde Staten en Panama.